# Ttukszom állomás
Ttukszom (Ttukseom) állomás metróállomás a szöuli metró 2-es vonalán, Szöul Szongdong-ku (Seongdong-gu) kerületében.

## Viszonylatok
| 2-es vonal                                             | 2-es vonal | 2-es vonal                                                                                           |
| ------------------------------------------------------ | ---------- | --- |
| Hanjang (Hanyang) Egyetem (külső oldal) Városháza felé | fő vonal   | Szongszu (Seongsu) (belső oldal) Cshungdzsongno (Chungjeongno) vagy Sinszol-tong (Sinseol-dong) felé |